# Archelaos I av Makedonien
Archelaos I (grekiska: Αρχέλαος Α΄),  var kung av Makedonien från 413 f.Kr. till 399 f.Kr. Archelaos I är känd för de stora förändringar han gjorde inom statsadministrationen, militären och handeln.
Han anlade vägar, byggde fästningar, reorganiserade härväsendet och verkade för den högre bildningen genom att inkalla konstnärer och skalder. Under hans regering började Makedonien inträda i det helleniska statssystemet.